# Combate naval de Jambelí (1865)
El combate naval de Jambelí de 1865 se desarrolló el 26 de junio de 1865. Fue un encuentro entre las fuerzas rebeldes liberales de José María Urbina y las fuerzas gobiernistas conservadoras del presidente Gabriel García Moreno por el gobierno de la República del Ecuador.

## Antecedentes
Gabriel García Moreno había liderado el levantamiento conservador de 1859 contra el predominio de los gobiernos liberales encabezados por los presidentes José María Urbina (1852-1856) y Francisco Robles (1856-1859), provocando su caída y posterior ascensión a la presidencia de la República en 1861.
Después de su derrota, los máximos dirigentes y partidarios del gobierno liberal tuvieron que exiliarse en la República del Perú, desde donde el general José María Urbina como líder de facto del partido liberal consiguió financiamiento económico a través de varios banqueros para sus planes de derrocar el gobierno conservador ecuatoriano.

## La batalla
Después del fallido intento de levantamiento urbinista de 1864, que contó con la participación del aliado de Gabriel García Moreno, el general Manuel Tomás Maldonado quien había desertado de las fuerzas conservadoras, uniéndose a las fuerzas urbinistas pero al final sería condenado a la pena de fusilamiento por traición y después de realizadas las elecciones presidenciales para el período 1865-1869 en donde resultó ganador el candidato oficialista, el abogado Jerónimo Carrión, la revolución urbinista era eminente.
José María Urbina y Francisco Robles lideraron una nueva invasión a las costas ecuatorianas desde la República del Perú, cuyo gobierno respaldaban a los revolucionarios, con el fin de derrocar a Gabriel García Moreno. El primer acto fue sobornar a través del comandante José Marcos y Tejada al capitán del vapor Washington para que entregara el buque mercante extranjero a manos de los urbinistas. Posteriormente se procedió al abordaje del vapor Guayas, único buque ecuatoriano con el que contaba la República en aquel entonces, en donde se asesinó a su tripulación. Urbina pudo unir a los vapores antes mencionados uno nuevo denominado Bernardino (31 de mayo de 1865).
Una vez llegada las noticias de estos hechos al gobierno, el presidente declaró pirática a la invasión y procedió a conjurar la revolución. Como no se contaba con fuerza naval, Gabriel García Moreno se vio en la necesidad de comprar un buque británico llamado Talca que por casualidad fue a fondear a Guayaquil. Una vez que la transacción se realizó, al buque subieron a bordo doscientos cincuenta soldados en compañía del presidente.
Así, el 26 de junio de 1865 se dio la batalla en el Canal de Jambelí. El Talca, junto con un pequeño fluvial Smyrk, arremetió contra las fuerzas revolucionarias. El Guayas fue el primero en ser abordado y de inmediato el Bernardino. Mientras los tripulantes del Talca desarmaban a los vencidos, el Smyrk se dirigió a la captura del Washington en donde se encontraban los máximos cabecillas de la invasión. Los sublevados entraron en desesperación al ver al fluvial Smyrk y emprendieron la fuga saltando al mar, en medio del caos el capitán Eloy Alfaro se quedó a pelear contra las fuerzas Garcia Moreno teniendo un combate a espada con este, siendo acompañado por José María Urbina en ella, pero dado las pésimas condiciones en la que estaban los buques se vieron obligados a escapar entre ellos Urbina y Robles.
En este barco se pudo rescatar a varias personas que habían sido secuestradas (de la ciudad de Santa Rosa) y condenadas a muerte por defender al gobierno constitucional de Gabriel García Moreno. En los objetos dejados por los revolucionarios se encontraron billetes falsificados y documentos que los comprometían en la piratería. Estos papeles, junto con las armas que portaban los rebeldes, fueron base suficiente para proceder al consejo de guerra sumario de los cuarenta y cinco responsables capturados, de los cuales veintisiete fueron fusilados por traición a la patria.

## Consecuencias
Los líderes Urbina y Robles lograron escapar a la vecina República del Perú, mientras otros pequeños grupos de invasores que habían asaltado y robado anteriormente las poblaciones de Samborondón, Baba y la isla Puná buscaron refugio en los bosques cercanos en el intento de escapar de las redadas de los soldados gobiernistas.
Debido a la derrota Eloy Alfaro, quien había apoyado al general José María Urbina, huye nuevamente del país hacia Panamá, donde conocería a Juan Montalvo, permaneciendo autoexiliado hasta su regreso en 1875 después de la muerte de Gabriel García Moreno.
Con la victoria gobiernista, la paz fue restablecida en el Ecuador hasta 1869, año en que los liberales intentaron un nuevo levantamiento con el objetivo de derrocar al presidente Javier Espinosa y Espinosa.